# Goran Jurišić (povjesničar)
Goran Jurišić (Zagreb, 2. srpnja 1968.), hrvatski je povjesničar i publicist.

## Životopis
Goran Jurišić, rođen je u Zagrebu 1968. godine, od oca Hrvoja i majke Katarine (rođ. Pem). Iz rimokatoličke je obitelji.
Sudjelovao je u hrvatskom ratu za neovisnost 1991. i 1995. godine, a od 1995. do 1999. godine bio je honorarni suradnik novinara, urednika i ratnoga reportera političkoga magazina Stern iz Hamburga, Gabriela Grunera. Godine 1996. diplomirao je povijest i njemački jezik na Filozofskom fakultetu u Zagrebu.
Godine 2004. suosnovao je Hrvatski centar za istraživanje zločina komunizma, kojega vodi kao volonter.
Redovito objavljuje članke na temu politike i povijesti.

## Politička djelatnost
Tijekom svoje karijere od 1995. do 2016. godine obnašao je dužnost člana središnjice i prvog čovjeka ureda za odnose s javnošću Hrvatske stranke prava 1861.
Dne 3. siječnja 2019. godine najavio je svoju nestranačku kandidaturu za predsjednika Republika Hrvatske, no u prosincu iste godine nije uspio prikupiti 10.000 potpisa podrške birača za kandidaturu.

## Djela
- WWII: povijesna istina bez cenzure, vlastita naklada, Zagreb, 2011. (1.004 stranice) ISBN 978-953-97922-1-1
- Hrvatska i hrvatski narod u ratu za nezavisnost i opstanak 1991.: jugoslavensko-komunistička i velikosrpska ratna agresija devedesetih u Europi - povijesni uzroci i posljedice: uzročno-posljedične veze "jugoslavenske krize" i krvavog raspada Socijalističke Jugoslavije, teškog osamostaljenja i opstanka Republike Hrvatske i geo-politika svjetskih sila i globalista na Balkanu, knj. 1-2, vlastita naklada, Zagreb, 2018. (1.127 stranica) ISBN 978-953-97922-3-5
- Unser Kampf: unser Kampf um die Wahrheit über den Zweiten Weltkrieg und seine historischen Ursachen, vl. naklada, Zagreb, 2018. (730 stranica) ISBN 978-953-97922-2-8 (napisana na njemačkom jeziku)
- Urota protiv svjetskog mira - Prešućeno zlo kroz povijest, vl. naknada, Zagreb, 2022. (760 stranica) ISBN 978-953-97922-4-2

## Vanjske poveznice
- Predsjednički kandidat Goran Jurišić: Hvala Braniteljskom portalu i g. M. Pavkoviću, predsjedniku Udruge hrvatskih branitelja Domovinskog rata 91. na pitanjima, izvolite, moji odgovori po redoslijedu postavljenih pitanja..., braniteljski-portal.com, 10. studenoga 2019.